# Quadral (Grammatik)
Der Quadral bezeichnet in der Grammatik einen Numerus und repräsentiert die Vier(er)zahl. Er ist in keiner natürlichen Sprache belegt.

## Vermeintliche Belege
Eine Umfrage des Linguisten Greville G. Corbett von 1994 ergab, dass es zwei Sprachen gebe, die nachweislich einen Quadral besitzen: Sursurunga aus Neuirland und Marshallesisch von den Marshallinseln. In beiden Fällen erwies sich der vermeintliche Quadral als Paukal, wie er in seinem Werk Number (2000) feststellte.

### Sursurunga
1986 identifizierte der Linguist Don Hutchisson zwei auf Pronomen beschränkte Numeri des Sursurunga als vermeintliches Trial und Quadral. Tatsächlich handelte es sich bei dem Trial bzw. Quadral um einen „kleineren“ bzw. „größeren“ Paukal. Der „kleinere Paukal“ bedarf mindestens drei Personen, der „größere“ mindestens vier Personen. Beide sind jedoch nicht auf eine exakte Zahl festgelegt.
| git |
| gim |

| gitar |
| giur  |

| gittul |
| gimtul |

| githat |
| gimhat |

Bemerkung: Für die erste Person sind ab der Spalte Plural jeweils zwei Formen angegeben: die obere schließt den oder die Angesprochenen ein (= inklusiv, z. B. bedeutet gitar „ich und du“), die untere schließt den oder die Angesprochenen aus (= exklusiv, z. B. bedeutet giur „ich und er, ohne dich“).

### Marshallesisch
Die marshallesische Sprache ist ebenfalls eine ozeanische Sprache, gehört aber zum mikronesischen Zweig. Auch der marshallesische Quadral erwies sich als Paukal für mindestens vier Personen. Der marshallesische Trial ist dagegen als solcher belegt.

### Tangga
Ebenfalls ein 5-Numeri-System hat die ozeanische Sprache Tangga, die nahe mit dem Sursurunga verwandt ist. Die Linguisten Capell (1971) und Beaumont (1976) beschrieben den fünften Numerus bereits als Paukalvariante und nannten diesen „quadruple“. Aus diesem Grund blieb die Sprache in der obengenannten Umfrage von 1994 unberücksichtigt.